# Myotis planiceps
Myotis planiceps är en fladdermusart som beskrevs av Baker 1955. Myotis planiceps ingår i släktet Myotis och familjen läderlappar. IUCN kategoriserar arten globalt som starkt hotad. Inga underarter finns listade i Catalogue of Life.
Arten är med en underarmlängd av 26,5 till 27,5 mm liten i släktet Myotis. Den är med svans cirka 76 mm lång och svanslängden är ungefär 25 mm. Kännetecknande för arten är ett avplattat huvud. Pälsen är allmänt mörk med ljusare hårspetsar.
Denna fladdermus förekommer i några bergstrakter i norra Mexiko mellan 2100 och 3200 meter över havet. Arten lever i bergsskogar och äter främst insekter. Individerna vilar antagligen i bergssprickor.